# El Aleph engordado
 (juin 2023).
La mise en forme du texte ne suit pas les recommandations de Wikipédia : il faut le « wikifier ».
Les points d'amélioration suivants sont les cas les plus fréquents. Le détail des points à revoir est peut-être précisé sur la page de discussion.
- Les titres sont pré-formatés par le logiciel. Ils ne sont ni en capitales, ni en gras.
- Le texte ne doit pas être écrit en capitales (les noms de famille non plus), ni en gras, ni en italique, ni en « petit »…
- Le gras n'est utilisé que pour surligner le titre de l'article dans l'introduction, une seule fois.
- L'italique est rarement utilisé : mots en langue étrangère, titres d'œuvres, noms de bateaux, etc.
- Les citations ne sont pas en italique mais en corps de texte normal. Elles sont entourées par des guillemets français : « et ».
- Les listes à puces sont à éviter, des paragraphes rédigés étant largement préférés. Les tableaux sont à réserver à la présentation de données structurées (résultats, etc.).
- Les appels de note de bas de page (petits chiffres en exposant, introduits par l'outil «  Source ») sont à placer entre la fin de phrase et le point final[comme ça].
- Les liens internes (vers d'autres articles de Wikipédia) sont à choisir avec parcimonie. Créez des liens vers des articles approfondissant le sujet. Les termes génériques sans rapport avec le sujet sont à éviter, ainsi que les répétitions de liens vers un même terme.
- Les liens externes sont à placer uniquement dans une section « Liens externes », à la fin de l'article. Ces liens sont à choisir avec parcimonie suivant les règles définies. Si un lien sert de source à l'article, son insertion dans le texte est à faire par les notes de bas de page.
- La présentation des références doit suivre les conventions bibliographiques. Il est recommandé d'utiliser les modèles {{Ouvrage}}, {{Chapitre}}, {{Article}}, {{Lien web}} et/ou {{Bibliographie}}. Le mode d'édition visuel peut mettre en forme automatiquement les références.
- Insérer une infobox (cadre d'informations à droite) n'est pas obligatoire pour parachever la mise en page.

Pour une aide détaillée, merci de consulter Aide:Wikification.
Si vous pensez que ces points ont été résolus, vous pouvez retirer ce bandeau et améliorer la mise en forme d'un autre article.
El Aleph engordado, qui peut être traduit par L'Aleph grossi, est un livre de l’écrivain argentin Pablo Katchadjian, édité à 200 exemplaires en 2009. Il s’agit d’une amplification de la nouvelle éponyme de Jorge Luis Borges. El Aleph engordado est un cas littéraire et juridique en Argentine, où il donne lieu à des procès et est interdit de diffusion. Pour des raisons de droits d'auteur, cette amplification n'a jamais vu le jour en français.

## Présentation

### Processus de composition
El Aleph engordado reproduit l'intégralité du texte de L'Aleph de Jorge Luis Borges à l'identique (ordre, vocabulaire, ponctuation) en l'enrichissant de 4600 nouveaux mots :

« Le travail de grossissement n’a suivi qu’une seule règle : ne rien supprimer ni modifier du texte original, ni les mots, ni les virgules, ni les points, ni l’ordre. Ce qui signifie que le texte de Borges est intact, mais traversé de part en part par le mien, en sorte que, si quelqu’un le souhaitait, il pourrait revenir au texte de Borges à partir de celui-ci. »

Dans El Aleph engordado, Pablo Katchadjian affirme ne pas recourir aux registres traditionnels de la littérature au second degré, mais s'être contenté d'ajouts neutres:

« En ce qui concerne mon écriture, bien que je n’aie pas cherché à me cacher dans le style de Borges, je n’ai pas non plus écrit dans l’idée de me rendre trop visible : les meilleurs passages, me semble-t-il, sont ceux où l’on ne peut pas savoir avec certitude qui est qui. »

La postface de la nouvelle de Jorge Luis Borges est la seule partie qu'il n'ait pas modifiée :

« La postface du 1er mars 1943 ne figure pas dans le manuscrit original de l’Aleph ; postérieure à la première rédaction du conte, c’est le premier ajout et la première lecture de Borges. Cette postface est la seule partie que j’ai laissée intacte dans ce grossissement. Le reste, approximativement 4000 mots, a fini par en compter plus de 9600. »

### Incipit
Le premier paragraphe d'El Aleph engordado est traduit en français par Guillaume Contré. Le traducteur marque les interventions de Pablo Katchadjian en italique, prenant appui sur le texte du traducteur original, René L.-F. Durand : 

« La brûlante et humide matinée au cours de laquelle mourut finalement Beatriz Viterbo, après une impérieuse et longue agonie qui pas un seul instant ne se rabaissa au sentimentalisme ni à la peur, mais pas non plus à l’abandon ni à l’indifférence, je remarquai que sur les horribles porte-affiches en fer et plastique de la place de la Constitution, à côté de la bouche du métro, on avait renouvelé je ne sais quelle annonce de cigarettes mentholées de tabac blond ; ou alors si, je sais ou ai su lesquelles, mais je me rappelle m’être efforcé de mépriser le son irritant de la marque ; le fait me peina, car je compris que l’incessant et vaste univers s’éloignait désormais d’elle, Beatriz, et que ce changement était le premier d’une série infinie de changements qui finiraient par me détruire moi aussi. »

## Prolongements

### Cas juridique
En 2011, Maria Kodama porte plainte pour atteinte aux droits de la propriété intellectuelle, en invoquant les articles 72 et 73 du code de la propriété intellectuelle argentin. Le tribunal de première instance puis la cour d’appel décident d'un non-lieu. Mais Maria Kodama se pourvoit en cassation et obtient le renvoi du dossier en première instance. Le 18 juin 2015, Pablo Katchadjian est mis en examen pour atteinte aux droits de la propriété intellectuelle et risque six ans de prison. Le juge d’instruction, Guillermo Carvajal, ordonne la saisie conservatoire de ses biens à hauteur de 80 000 pesos argentins. Le 22 juin 2015, l'écrivain et son avocat, Ricardo Strafacce, font appel et, en août 2015, la justice ordonne une expertise. À sa suite, le juge ordonne le maintien du procès. Une nouvelle saisie conservatoire est prononcée à hauteur de 30 000 pesos argentins. Le 15 mai 2017, après un nouvel appel, l’écrivain et son avocat obtiennent un troisième non-lieu. Le juge de la cour d'appel, Ricardo Matías Pinto, après avoir cité le témoignage de plusieurs universitaires internationaux, établit à la page 14 de son ordonnance : 

« Il ressort clairement de l’avis des experts qu'El Aleph engordado représente la création d’un texte nouveau, engendré au moyen d’un procédé littéraire reconnu dans le paradigme qui oriente la littérature contemporaine et que des classiques tels que Borges lui-même ont accepté. »

En novembre 2016, le juge d'instruction Guillermo Carvajal conclut quant à lui :

« L'altération du texte de l'œuvre de Borges est mise en évidence de façon tangible dans le rapport, ce qui ruine l'argumentation à décharge déployée par celui-ci, quand il prétend expliquer que la publication d'El Aleph engordado relève de la simple expérimentation littéraire. »

La plainte initialement déposée par Maria Kodama évoque des déformations, la substitution de certains mots pour d'autres au cours de la réécriture. Son avocat, Fernando Soto, parle quant à lui de « dénaturation de l'œuvre ». Ces remarques entrent en contradiction avec la postface du 1er novembre 2008, mais une erreur d'impression aurait permis aux demandeurs de soutenir cette ligne d'argumentation devant les tribunaux.
Maria Kodama et son avocat, Fernando Soto, offrent l'abandon des poursuites en échange d'une rétractation de l'écrivain et d'un peso argentin symbolique, mais celui-ci refuse la proposition.

### Enjeux d'une appropriation littéraire
La mise en examen de Pablo Katchadjian pour fraude le 18 juin 2015 provoque l'émoi du milieu littéraire et culturel en Argentine et au-delà. Le 20 juin 2015, un groupe de soutien est créé sur Facebook. Ricardo Piglia, Claudia Piñeiro, Damian Tabarovsky ou encore Margo Glantz manifestent leur solidarité dans une lettre ouverte. Le 3 juillet 2015, un rassemblement est organisé à la Bibliothèque nationale de Buenos Aires, avec la participation de César Aira. À cette occasion, Pablo Katchadjian récuse l'accusation de plagiat : 

« El Aleph engordado n'est pas un plagiat car aucun plagiat n'exhibe ouvertement ses sources. [...] Ce n'est pas non plus une plaisanterie ratée, ni une plaisanterie réussie. C'est un livre. Un livre que j'ai écrit en prenant appui sur un texte préexistant. »

Dans la ligne de défense de Pablo Katchadjian et de son avocat, l'écrivain Ricardo Strafacce, la notion d'intertextualité est mise en avant. Il ne manque pas d'observateurs pour faire remarquer l'affinité du geste de l'écrivain avec celui des héros de Jorge Luis Borges lui-même, par exemple Pierre Ménard, auteur du Quichotte. Certains avancent qu'au fond, on pourrait voir Katchadjian comme le véritable représentant de l'héritage littéraire de Borges. À l'inverse, d'autres marquent la différence entre le geste du personnage de Pierre Ménard et celui de l'Argentin. Selon Maria Kodama, Ménard réélabore l'original, tandis que Pablo Katchadjian copie et ajoute. On trouve un argument similaire dans le manuel d'écriture « non-créative » de Kenneth Goldsmith, écrivain aux conceptions rapprochées de celles de Pablo Katchadjian. Kenneth Goldsmith écrit en effet :
« With all of the twentieth century’s twisting and pulverizing of language and the hundreds of new forms proposed for fiction and poetry, it never occured to anybody to grab somebody else’s words and present them as their own. Borges proposed it in the form of Pierre Menard, but even Menard didn’t copy – he just happened to write the same book that Cervantes did without prior knowledge of it. It was sheer coincidence, a fantastic stroke of genius combined with a tragically bad sense of timing
. »
Selon Germán Abel Ledesma, l'affaire semble opposer les adeptes du copier-coller et des pratiques d'écriture à l'ère d'internet, et les défenseurs de la conception juridique de l'auteur, avec le code de la propriété intellectuelle qui lui correspond. L'affaire révélerait aussi un contraste important entre les pratiques admises dans le monde de l'art et les us et coutumes littéraires. Selon Amir Hamed :

« Si cette affaire permet de comprendre une chose, c'est bien que la pratique littéraire est plus réfractaire au ready-made que l'image, résistance qu'il faudrait chercher, précisément, dans le fait que la lettre est dès son origine utilisée non seulement pour la fabulation et le chant poétique mais aussi pour légiférer. »

### Les deux œuvres
- Jorge Luis Borges, L'Aleph, Gallimard, L'Imaginaire, 1977.
- Pablo Katchadjian, El Aleph engordado, Imprenta Argentina de Poesía, 2009.